# Synagoga ve Spáleném Poříčí

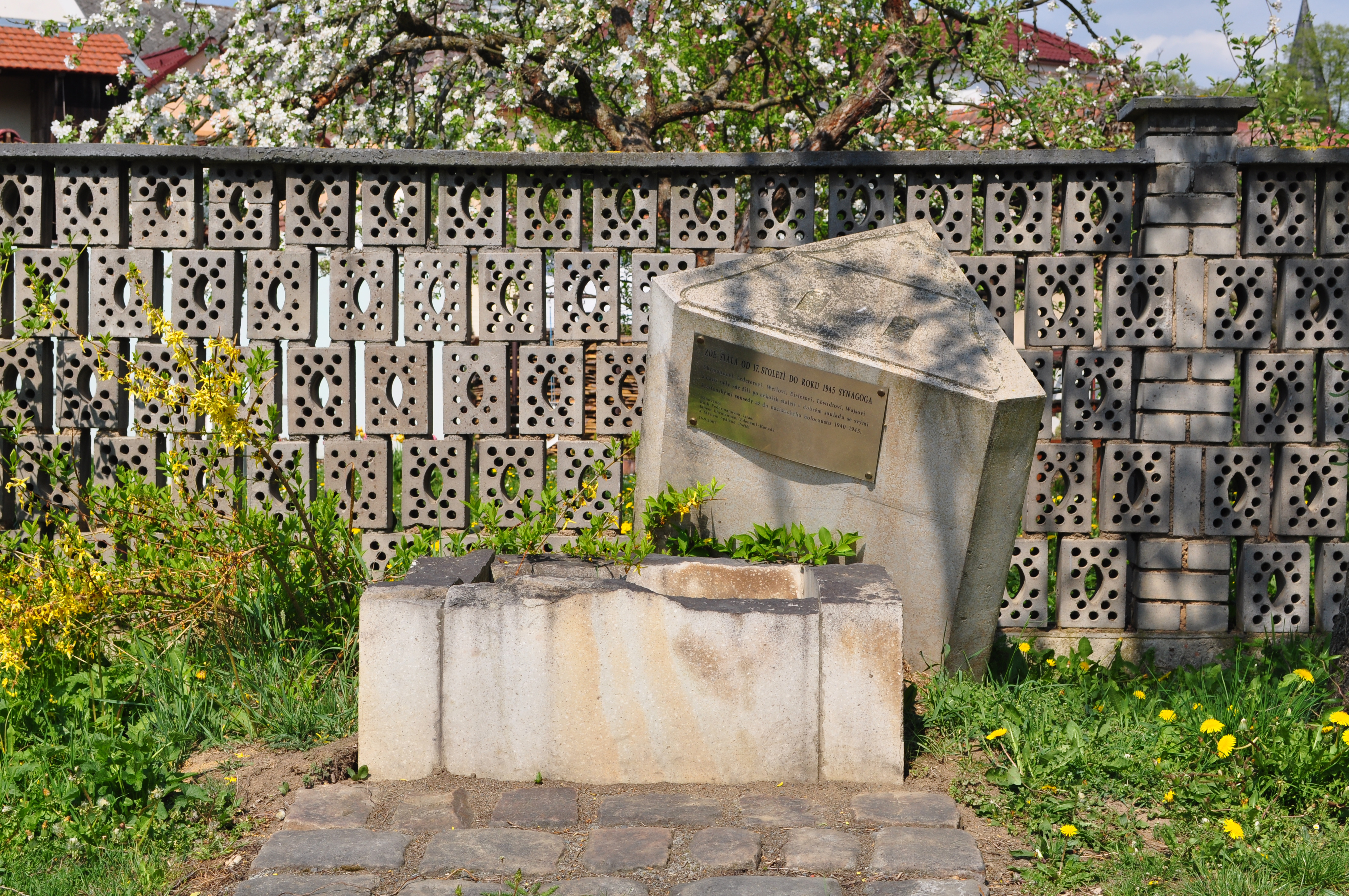
Pomník synagogy

Synagoga stojí ve Spáleném Poříčí v okrese Plzeň-jih. Postavena byla poblíž židovské čtvrti v dnešní Tyršově ulici východně od tzv. Ledererova domu čp. 161 pravděpodobně v 17. století, v roce 1925 byla barokní synagoga zničena bouří a poté obnovena.
Z koncentračních táborů se z původní židovské komunity vrátily pouze dvě ženy a náboženská obec tak nemohla být obnovena, roce 1946 pak byla budova synagogy kvůli špatnému stavu zbořena.
Nedaleko místa, kde stávala synagoga, je od roku 2007 umístěn památník.
Jedinou existující připomínkou místní židovské komunity je židovský hřbitov na severozápadním okraji města.